# 稲毛海岸駅

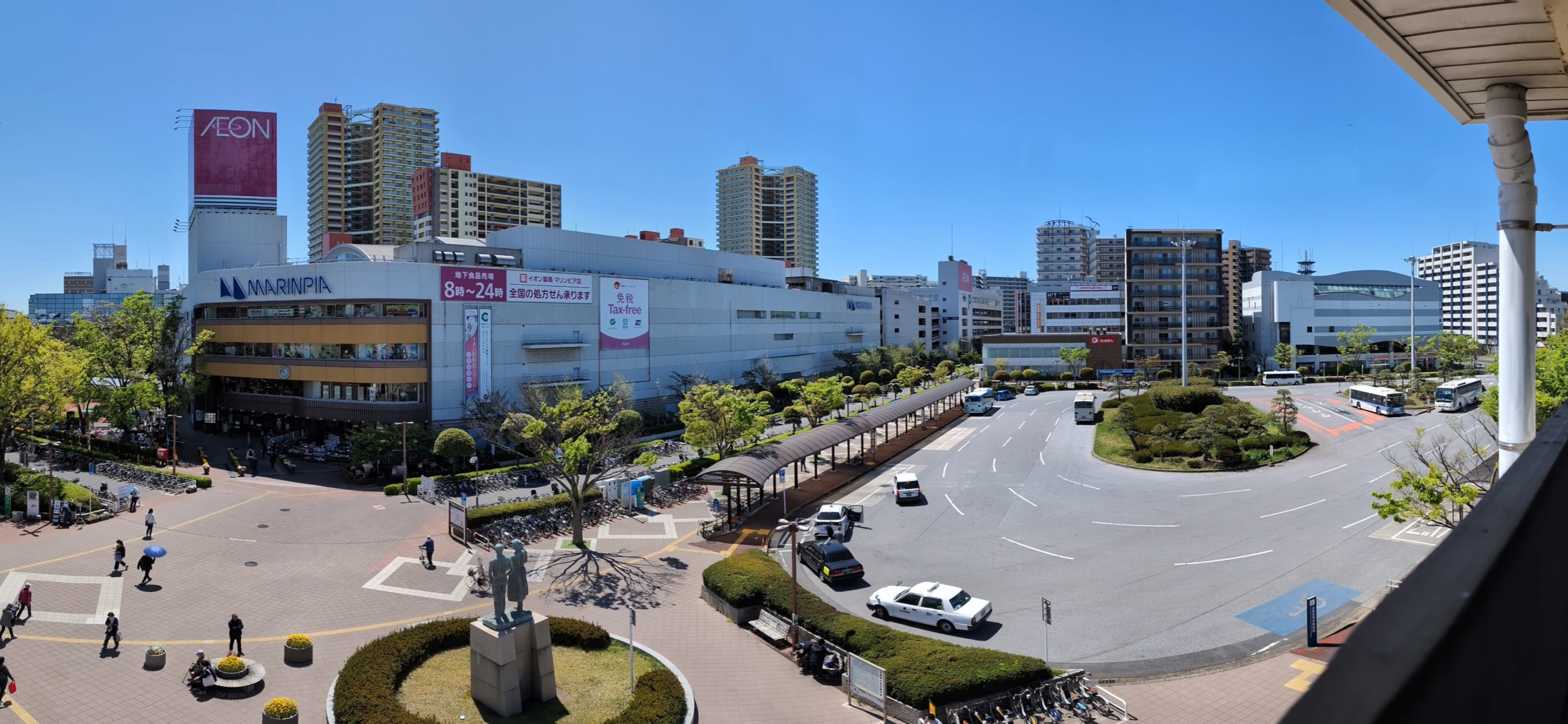
南側2番線ホームからの光景

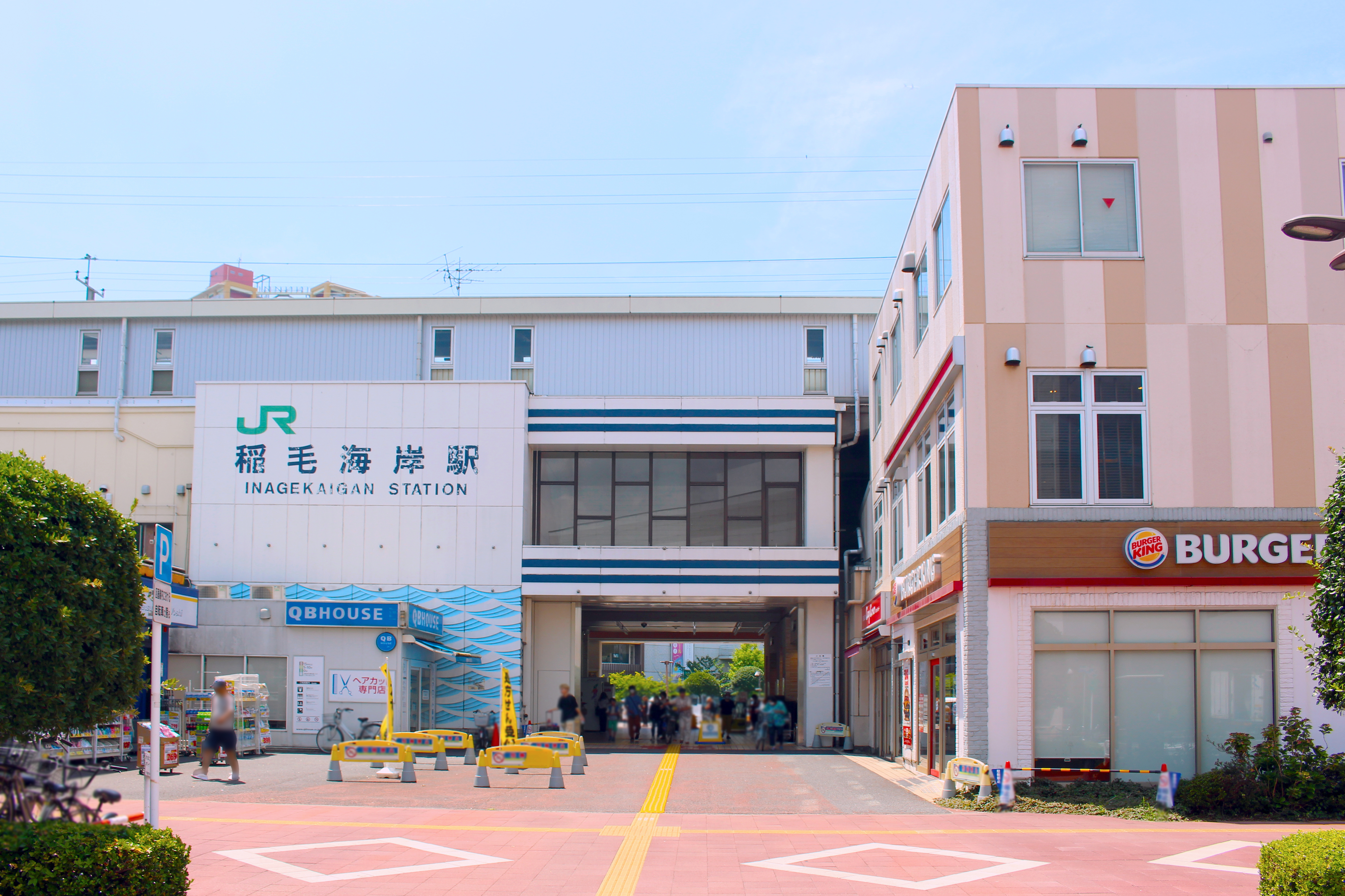
北口（2024年7月）

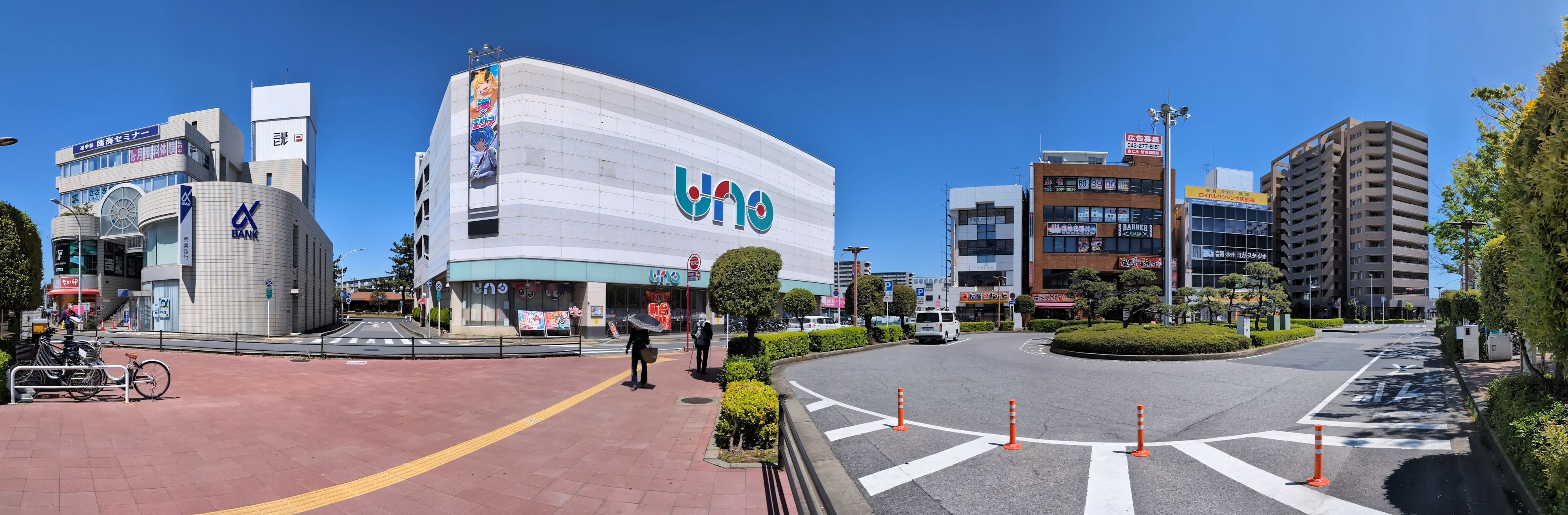
稲毛海岸駅北口ロータリー

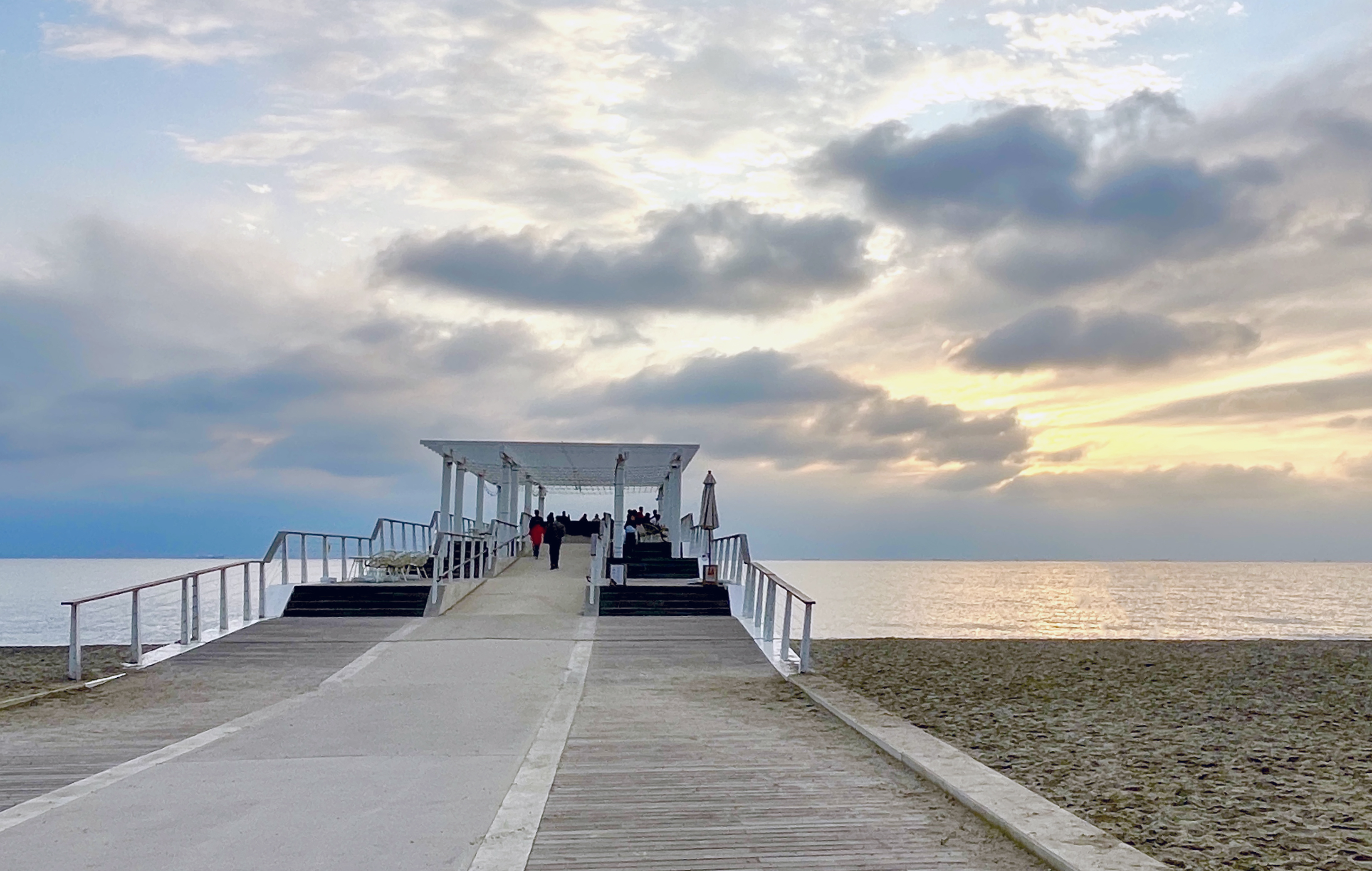
いなげの浜（稲毛海浜公園）

稲毛海岸駅（いなげかいがんえき）は、千葉県千葉市美浜区高洲三丁目にある、東日本旅客鉄道（JR東日本）京葉線の駅である。駅番号はJE 16。

## 歴史
元々は埋立地であったため、地名はなく、駅名の仮称は稲毛駅に因み「新稲毛」だった。千葉トヨタ自動車やカメラのきむら新稲毛店、京葉銀行・千葉銀行の新稲毛支店などは仮駅名の名残りで、開業後の駅名も「新稲毛」になるものと見越して使用していたものである。また、駅付近の高架にもその名残りがある。また、当駅の北側に稲毛海岸という地名が実在する。高架下にはかつてパターゴルフ場が存在していた。

なお、千葉都市モノレールを穴川駅から延伸させ、稲毛駅を経由して当駅に乗り入れる構想があった。しかし費用対効果が低いとして、2019年9月にこの計画は廃止となった。

### 年表
- 1986年（昭和61年）3月3日：日本国有鉄道（国鉄）京葉線の駅として開業[1]。
- 1987年（昭和62年）4月1日：国鉄分割民営化に伴い、東日本旅客鉄道（JR東日本）の駅となる[1]。
- 1988年（昭和63年）：駅高架下にパターゴルフ場がオープン[5]。
- 1996年（平成8年）10月18日：パターゴルフ場跡地に駅ビル「いちばん鮮」が開業[5]。
- 2001年（平成13年）11月18日：ICカード「Suica」の利用が可能となる[広報 1]。
- 2007年（平成19年）3月11日：発車メロディを導入。
- 2012年（平成26年）
  - 9月24日：「いちばん鮮」が閉店[8]。
  - 11月30日：「いちばん鮮」跡に「ペリエ稲毛海岸」が開業[9]。
- 2020年（令和2年）
  - 10月31日：みどりの窓口の営業を終了[10][3]。
  - 12月1日：業務委託化[2][11][3]。
- 2023年（令和5年）12月1日：お客さまサポートコールシステムを導入[4]。

## 駅構造
相対式ホーム2面2線を有する高架駅。高架下には駅舎がある他、駅ビル「ペリエ稲毛海岸」がある。外観は海岸の海をイメージした波模様があしらわれている。
千葉ステーションビルが駅業務を受託している新浦安営業統括センター（新浦安駅）管理の業務委託駅。お客さまサポートコールシステムが導入されており、早朝は遠隔対応のため改札係員は不在となる。自動券売機（多機能券売機と指定席券売機を併設）・自動改札機・自動精算機が設置されている。かつては管理駅として、検見川浜駅・千葉みなと駅を管理していた。

### のりば
| 番線 | 路線   | 方向 | 行先                 |
| ---- | ------ | ---- | -------------------- |
| 1    | 京葉線 | 下り | 千葉みなと・蘇我方面 |
| 2    | 京葉線 | 上り | 南船橋・東京方面     |

（出典：JR東日本:駅構内図）

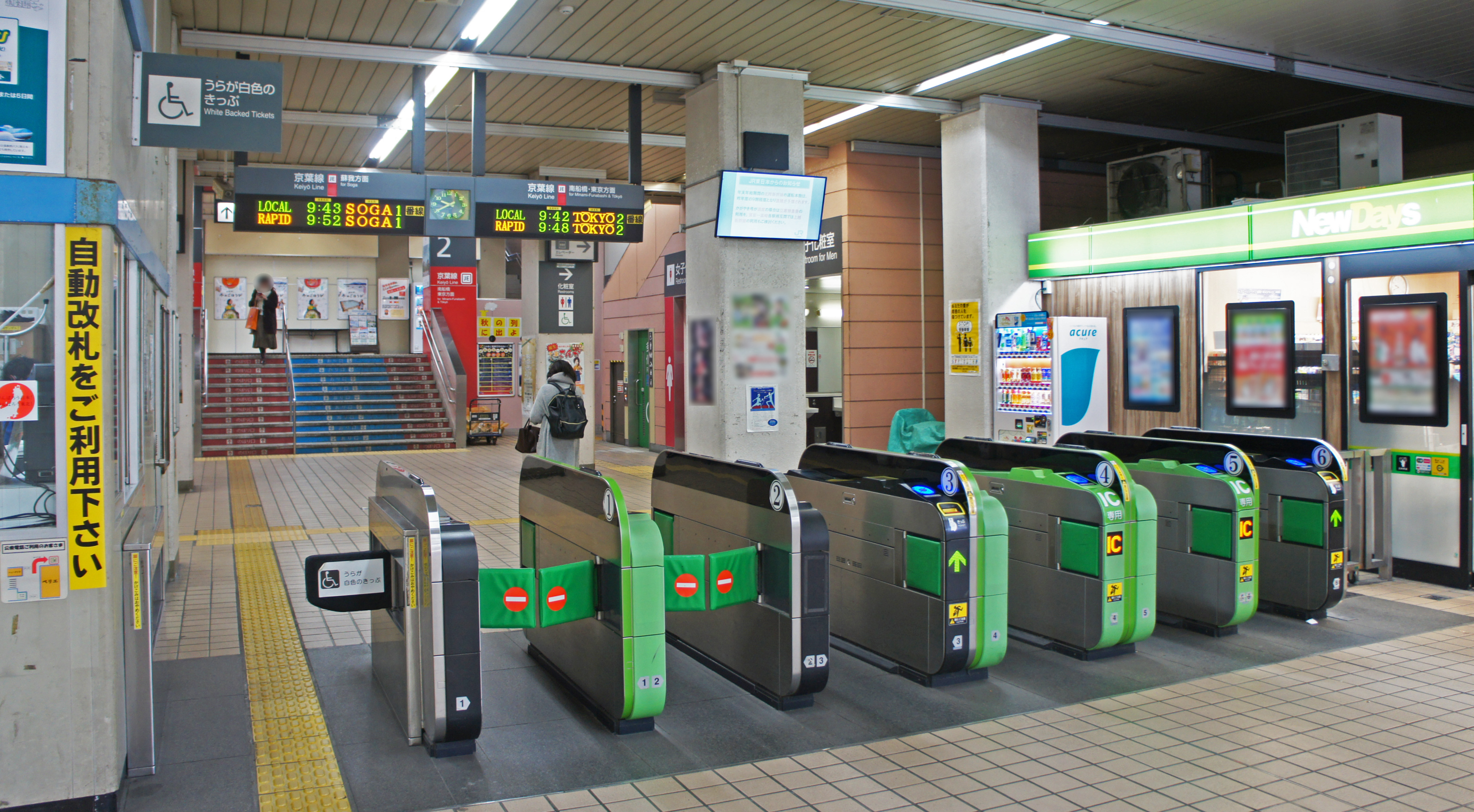
改札口（2019年12月）
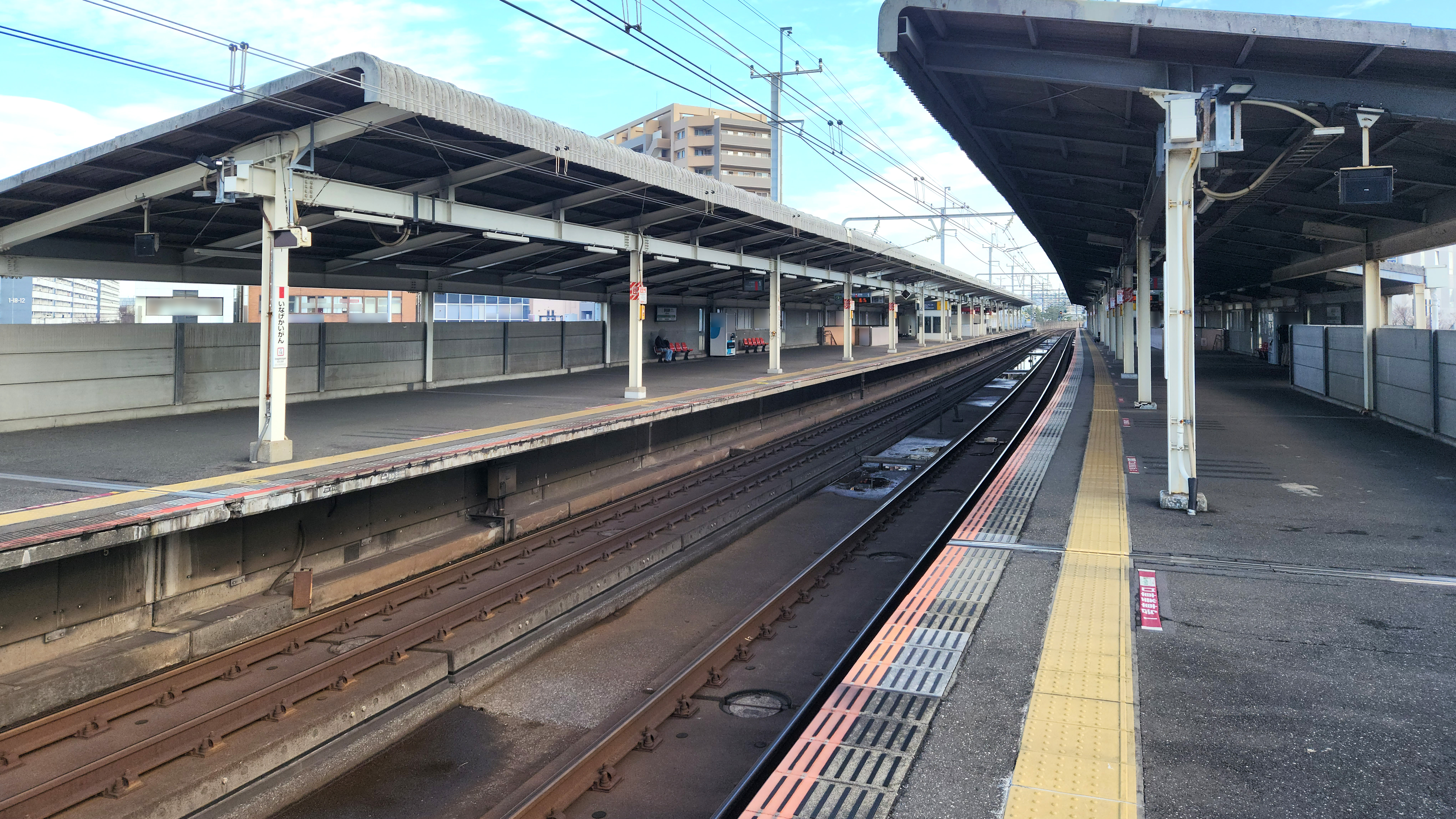
駅ホーム（2023年12月）
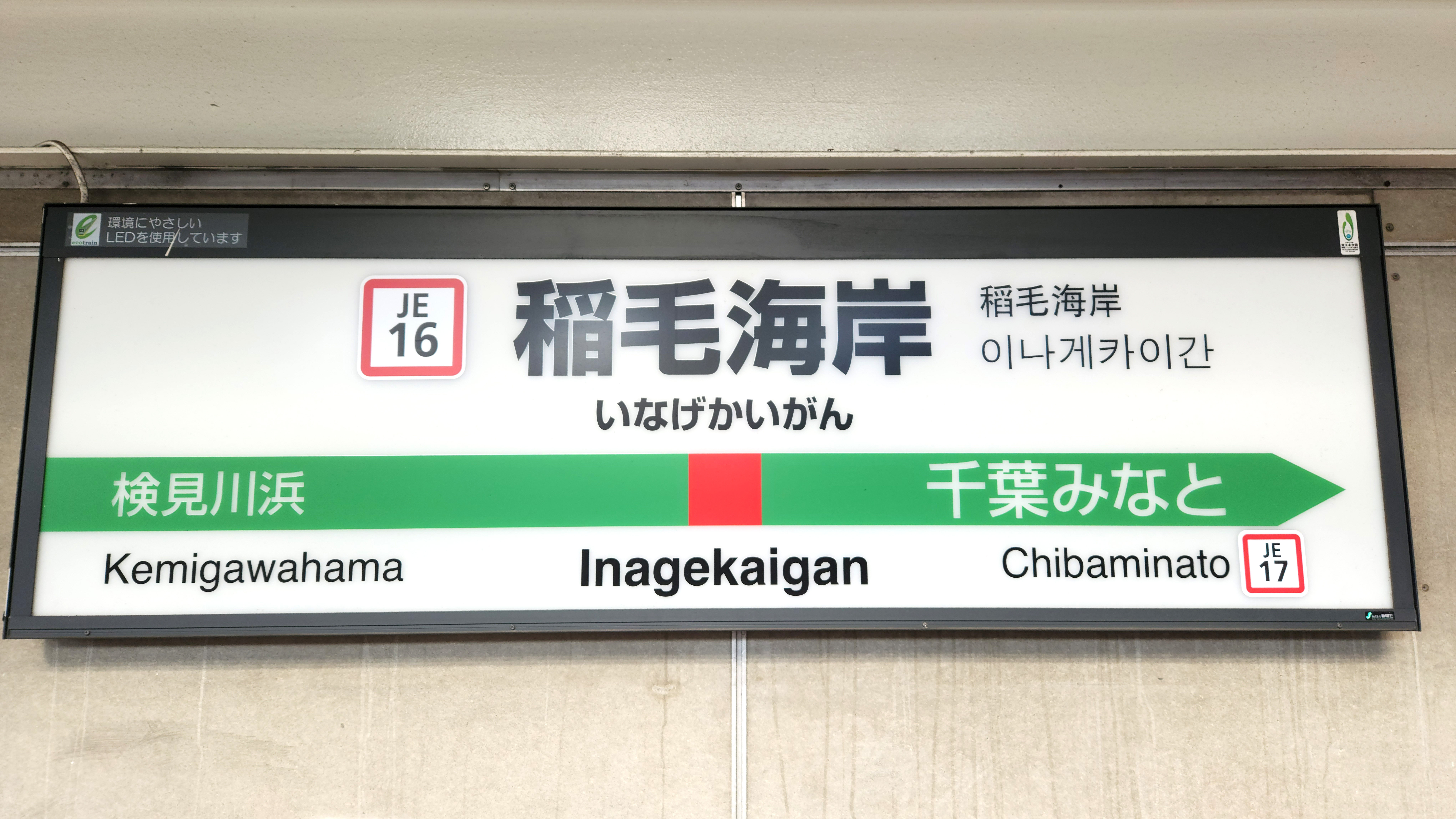
駅名標（2023年12月）

### 発車メロディ
2008年3月11日に放送装置がベルからメロディに更新された。メロディはテイチク製を使用している。
| 1 | JE | ドリームタイム |
| 2 | JE | 美しき丘       |

## 利用状況
2023年（令和5年）度の1日平均乗車人員は19,590人である。
近年の1日平均乗車人員の推移は以下の通り。
| 年度               | 1日平均 乗車人員 | 出典     |
| ------------------ | ---------------- | -------- |
| 1985年（昭和60年） | 16,326           | [ * 1 ]  |
| 1986年（昭和61年） | 8,838            | [ * 2 ]  |
| 1987年（昭和62年） | 10,416           | [ * 3 ]  |
| 1988年（昭和63年） | 12,334           | [ * 4 ]  |
| 1989年（平成元年） | 14,465           | [ * 5 ]  |
| 1990年（平成02年） | 17,190           | [ * 6 ]  |
| 1991年（平成03年） | 18,922           | [ * 7 ]  |
| 1992年（平成04年） | 20,111           | [ * 8 ]  |
| 1993年（平成05年） | 20,840           | [ * 9 ]  |
| 1994年（平成06年） | 21,377           | [ * 10 ] |
| 1995年（平成07年） | 21,519           | [ * 11 ] |
| 1996年（平成08年） | 21,801           | [ * 12 ] |
| 1997年（平成09年） | 21,953           | [ * 13 ] |
| 1998年（平成10年） | 21,923           | [ * 14 ] |
| 1999年（平成11年） | 21,750           | [ * 15 ] |
| 2000年（平成12年） | 22,518           | [ * 16 ] |
| 2001年（平成13年） | 22,621           | [ * 17 ] |
| 2002年（平成14年） | 22,867           | [ * 18 ] |
| 2003年（平成15年） | 22,992           | [ * 19 ] |
| 2004年（平成16年） | 22,854           | [ * 20 ] |
| 2005年（平成17年） | 22,884           | [ * 21 ] |
| 2006年（平成18年） | 23,010           | [ * 22 ] |
| 2007年（平成19年） | 23,050           | [ * 23 ] |
| 2008年（平成20年） | 22,831           | [ * 24 ] |
| 2009年（平成21年） | 21,918           | [ * 25 ] |
| 2010年（平成22年） | 21,603           | [ * 26 ] |
| 2011年（平成23年） | 21,112           | [ * 27 ] |
| 2012年（平成24年） | 21,324           | [ * 28 ] |
| 2013年（平成25年） | 21,771           | [ * 29 ] |
| 2014年（平成26年） | 21,437           | [ * 30 ] |
| 2015年（平成27年） | 21,652           | [ * 31 ] |
| 2016年（平成28年） | 21,620           | [ * 32 ] |
| 2017年（平成29年） | 21,689           | [ * 33 ] |
| 2018年（平成30年） | 21,722           | [ * 34 ] |
| 2019年（令和元年） | 21,716           | [ * 35 ] |
| 2020年（令和02年） | 16,776           |          |
| 2021年（令和03年） | 17,159           |          |
| 2022年（令和04年） | 18,519           |          |
| 2023年（令和05年） | 19,590           |          |

備考
1. ↑  1986年3月3日開業。開業日 - 同年3月31日までの計29日間を集計したデータ。

## 駅周辺
海浜ニュータウン稲毛地区の中心である。
- 千葉市美浜図書館
- 千葉市高洲コミュニティセンター
- 千葉市美浜消防署高浜出張所
- 高洲公園
- 千葉市立高洲第三小学校
- 千葉市立高洲第三保育所
- 千葉市立高浜中学校
- 千葉市立高浜海浜小学校
- 稲毛海岸駅前郵便局
- 千葉高浜郵便局
- 千葉高洲郵便局
- 千葉稲毛海岸郵便局
- 千葉真砂一郵便局
- マリンピア
  - イオン マリンピア店
  - イオンマリンピア専門館
  - ブックオフ・ハードオフ・ホビーオフ
  - ノジマ
  - タム・タム
- マツモトキヨシ稲毛海岸駅前店
- ベイマークスクエア
- 稲毛海浜公園
  - 千葉市花の美術館
  - 稲毛海浜公園球技場
- 東京歯科大学千葉キャンパス
- アクアリンクちば（アイススケート場・温浴施設）
- 千葉市立稲毛高等学校・附属中学校

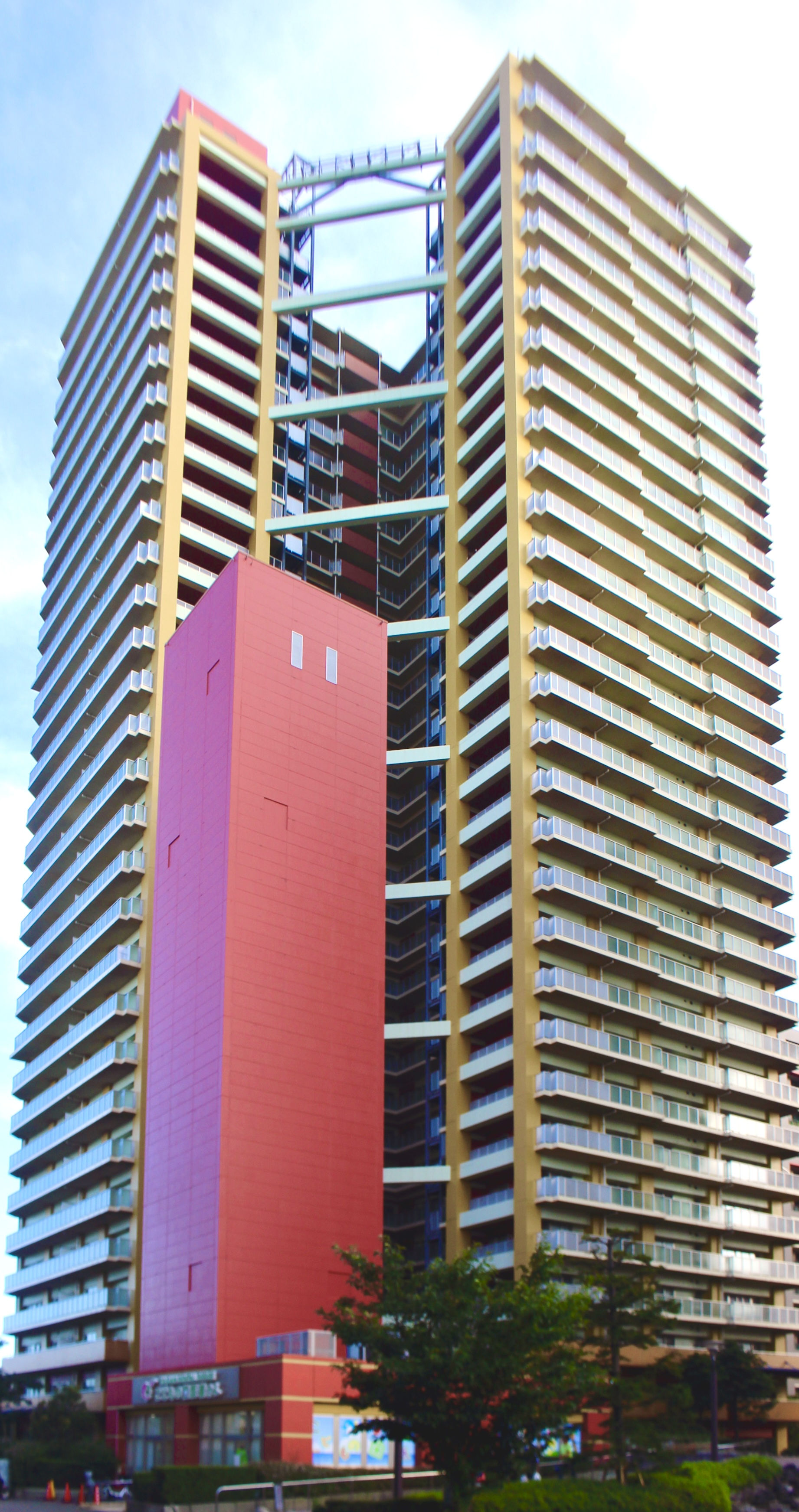
ベイマークスクエアシティコートタワー
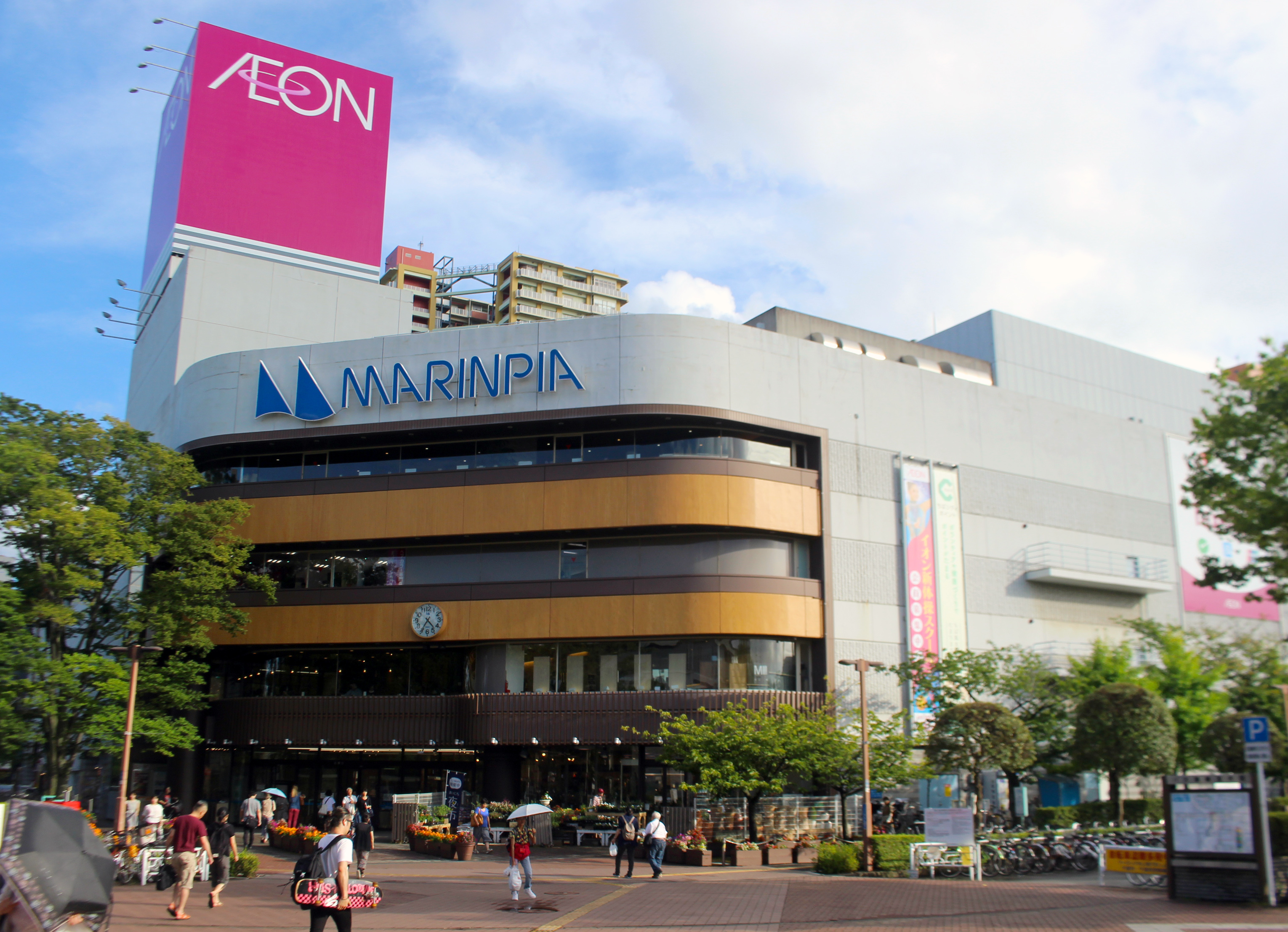
イオンマリンピア
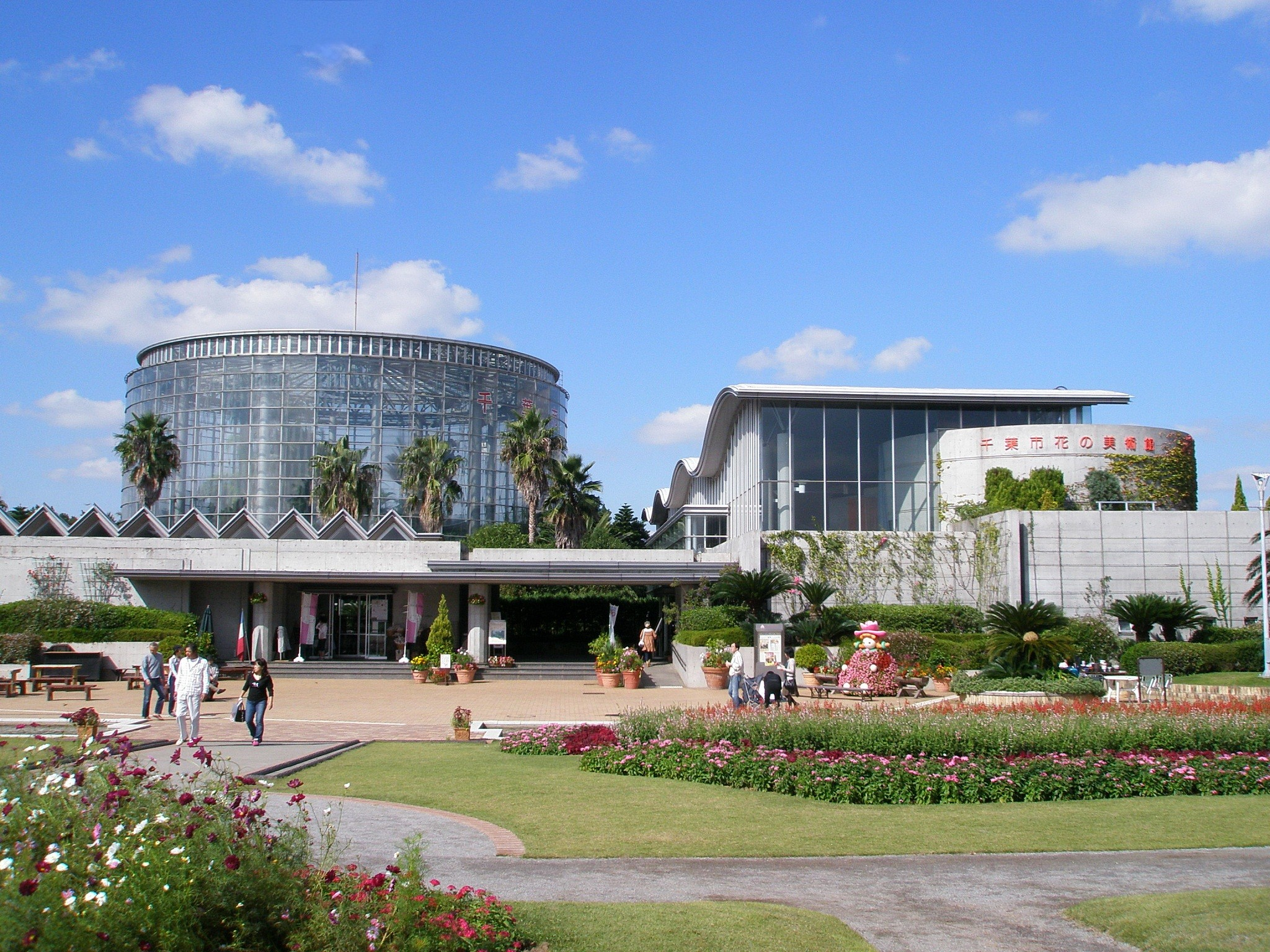
千葉市花の美術館
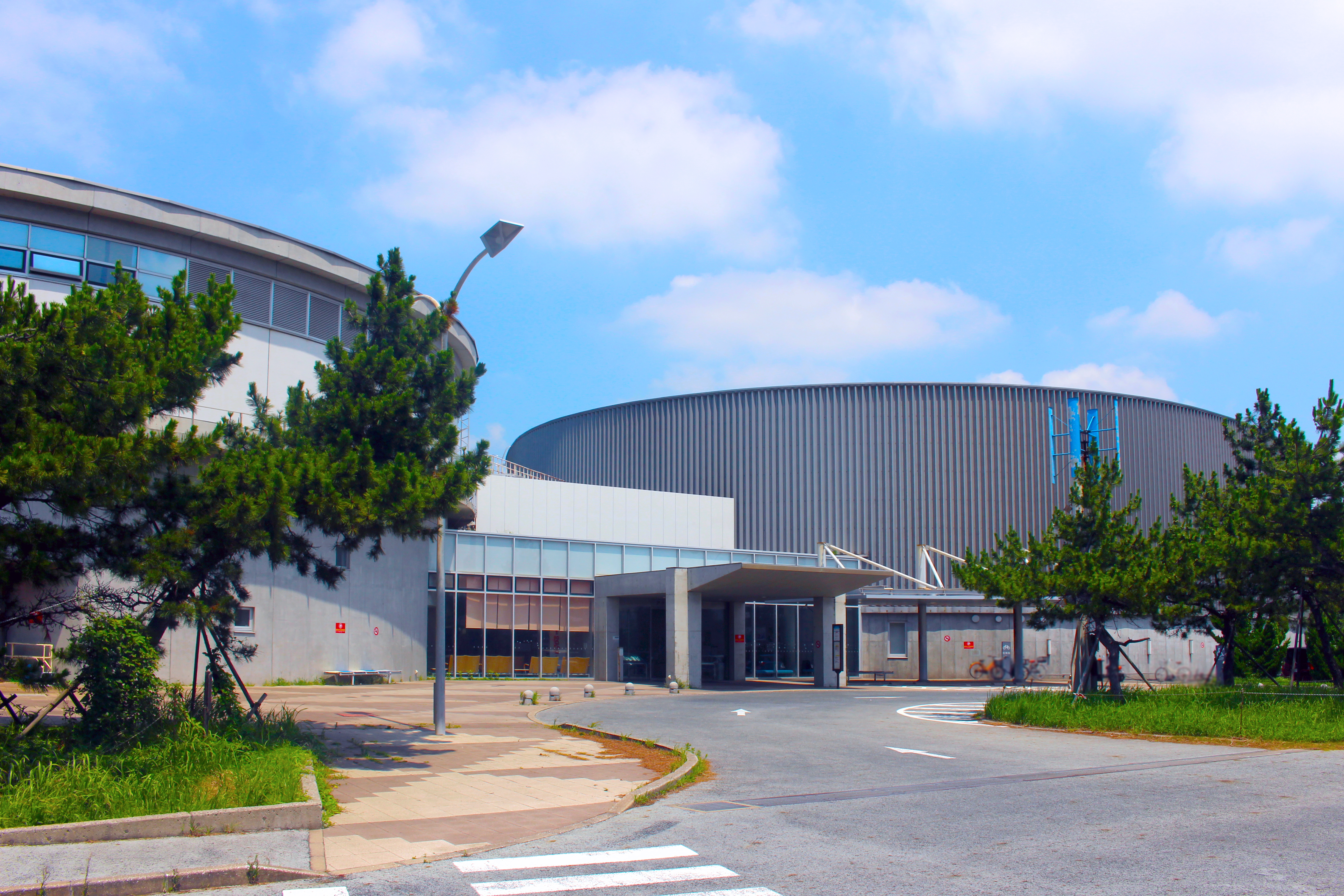
アクアリンクちば
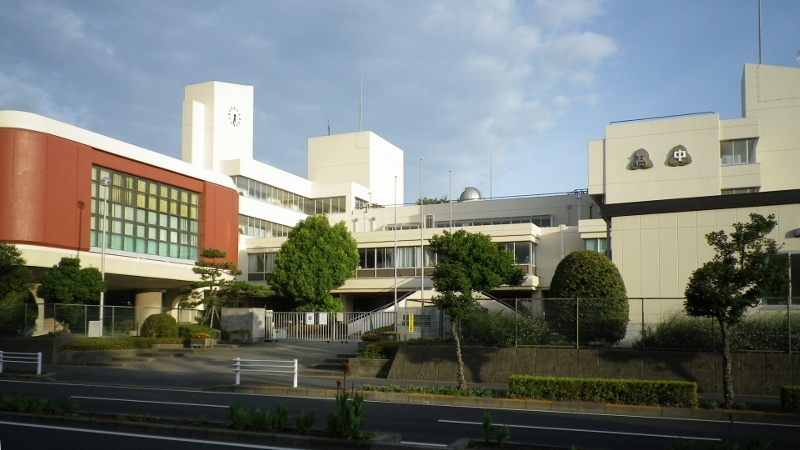
千葉市立稲毛高等学校・附属中学校

## バス路線
| のりば         | 運行事業者                                                      | 系統・行先                                                   |
| 稲毛海岸駅     | 稲毛海岸駅                                                      | 稲毛海岸駅                                                   |
| -------------- | --------------------------------------------------------------- | ------------------------------------------------------------ |
| 0              | - 京成バス - 京浜急行バス - 京成バス千葉イースト - 東京空港交通 | 高速：羽田空港                                               |
| 0              | - 京成バス - 京成バス千葉イースト                               | 高速：成田空港                                               |
| 1              | 京成バス                                                        | - 稲海01：京成団地 - 稲海02・稲03：草野車庫                  |
| 1              | 小湊鉄道                                                        | 千42：千葉駅                                                 |
| 1              | 京成バス千葉セントラル                                          | ZOZOマリンスタジアム / 海浜病院 / 高浜車庫 / 千葉駅 / 稲毛駅 |
| 2              | 京成バス千葉セントラル                                          | 稲毛駅 / アクアリンクちば / 海浜公園入口 / 磯辺高校          |
| 3              | 京成バス千葉セントラル                                          | 稲毛駅                                                       |
| 4・5           |                                                                 | 稲毛駅                                                       |
| －             | 平和交通                                                        | 畑町ホームランド                                             |
| 稲毛海岸駅北口 |                                                                 |                                                              |
| －             | 京成バス千葉セントラル                                          | 高浜車庫                                                     |

## 隣の駅
東日本旅客鉄道（JR東日本）
 京葉線
■快速・■各駅停車
検見川浜駅 (JE 15) - 稲毛海岸駅 (JE 16) - （新港信号場〔旧・千葉貨物ターミナル駅〕） - 千葉みなと駅 (JE 17)

#### 広報資料・プレスリリースなど一次資料
1. ↑  “Suicaご利用可能エリアマップ（2001年11月18日当初）” (PDF).   東日本旅客鉄道. 2019年7月27日時点のオリジナルよりアーカイブ。2020年4月28日閲覧。

#### 利用状況に関する資料
1. ↑  千葉県統計年鑑 - 千葉県
2. ↑  千葉市統計書 - 千葉市

JR東日本の2000年度以降の乗車人員
1. 1 2 3  各駅の乗車人員（2023年度） - JR東日本
2. ↑  各駅の乗車人員（2000年度） - JR東日本
3. ↑  各駅の乗車人員（2001年度） - JR東日本
4. ↑  各駅の乗車人員（2002年度） - JR東日本
5. ↑  各駅の乗車人員（2003年度） - JR東日本
6. ↑  各駅の乗車人員（2004年度） - JR東日本
7. ↑  各駅の乗車人員（2005年度） - JR東日本
8. ↑  各駅の乗車人員（2006年度） - JR東日本
9. ↑  各駅の乗車人員（2007年度） - JR東日本
10. ↑  各駅の乗車人員（2008年度） - JR東日本
11. ↑  各駅の乗車人員（2009年度） - JR東日本
12. ↑  各駅の乗車人員（2010年度） - JR東日本
13. ↑  各駅の乗車人員（2011年度） - JR東日本
14. ↑  各駅の乗車人員（2012年度） - JR東日本
15. ↑  各駅の乗車人員（2013年度） - JR東日本
16. ↑  各駅の乗車人員（2014年度） - JR東日本
17. ↑  各駅の乗車人員（2015年度） - JR東日本
18. ↑  各駅の乗車人員（2016年度） - JR東日本
19. ↑  各駅の乗車人員（2017年度） - JR東日本
20. ↑  各駅の乗車人員（2018年度） - JR東日本
21. ↑  各駅の乗車人員（2019年度） - JR東日本
22. ↑  各駅の乗車人員（2020年度） - JR東日本
23. ↑  各駅の乗車人員（2021年度） - JR東日本
24. ↑  各駅の乗車人員（2022年度） - JR東日本

千葉県統計年鑑
1. ↑  千葉県統計年鑑（昭和61年）
2. ↑  千葉県統計年鑑（昭和62年）
3. ↑  千葉県統計年鑑（昭和63年）
4. ↑  千葉県統計年鑑（平成元年）
5. ↑  千葉県統計年鑑（平成2年）
6. ↑  千葉県統計年鑑（平成3年）
7. ↑  千葉県統計年鑑（平成4年）
8. ↑  千葉県統計年鑑（平成5年）
9. ↑  千葉県統計年鑑（平成6年）
10. ↑  千葉県統計年鑑（平成7年）
11. ↑  千葉県統計年鑑（平成8年）
12. ↑  千葉県統計年鑑（平成9年）
13. ↑  千葉県統計年鑑（平成10年）
14. ↑  千葉県統計年鑑（平成11年）
15. ↑  千葉県統計年鑑（平成12年）
16. ↑  千葉県統計年鑑（平成13年）
17. ↑  千葉県統計年鑑（平成14年）
18. ↑  千葉県統計年鑑（平成15年）
19. ↑  千葉県統計年鑑（平成16年）
20. ↑  千葉県統計年鑑（平成17年）
21. ↑  千葉県統計年鑑（平成18年）
22. ↑  千葉県統計年鑑（平成19年）
23. ↑  千葉県統計年鑑（平成20年）
24. ↑  千葉県統計年鑑（平成21年）
25. ↑  千葉県統計年鑑（平成22年）
26. ↑  千葉県統計年鑑（平成23年）
27. ↑  千葉県統計年鑑（平成24年）
28. ↑  千葉県統計年鑑（平成25年）
29. ↑  千葉県統計年鑑（平成26年）
30. ↑  千葉県統計年鑑（平成27年）
31. ↑  千葉県統計年鑑（平成28年）
32. ↑  千葉県統計年鑑（平成29年）
33. ↑  千葉県統計年鑑（平成30年）
34. ↑  千葉県統計年鑑（令和元年）
35. ↑  千葉県統計年鑑（令和2年）